# Citroën Xsara WRC
Der Citroën Xsara WRC ist ein Fahrzeug, das an der Rallye-Weltmeisterschaft in den Jahren 2002 bis 2007 sowie einem Großteil der Saison 2009 teilnahm. In den Jahren 2002 bis 2006 wurde der Xsara WRC vom Citroën Total World Rally Team bei Rallyes eingesetzt. Für Citroën fuhr zuerst Sébastien Loeb dieses Fahrzeug. Nachdem Loeb verletzt war, fuhr in der Saison 2006 Colin McRae den Xsara. Kronos Racing setzte dieses Fahrzeug 2006 bis 2007 ein; 2009 fuhr der Privatfahrer Petter Solberg das Auto nochmals. Der Citroën Xsara WRC gewann insgesamt 32 Rallyes und wurde Rallyeauto des Jahres von 2003 bis 2005.

## Geschichte
Im Jahr 1999 gewann der Vorgänger des Xsara WRC, das Citroën Xsara Kit Car, die Rallye Katalonien sowie die Rallye Korsika. Dieses Fahrzeug galt als bestes seiner Klasse und der verstorbene Philippe Bugalski wurde Siebter. Außerdem gewann er die Kit-Car-F2-Klasse.
Als 2001 die Kit-Car-Kategorie verschwand, die nun durch die Super 1600 und der Super 2000 ersetzt wurde, nahm Citroën mit dem Citroën Xsara WRC an der Kategorie World Rallye Car teil. Sébastien Loeb hätte die Rallye Monte Carlo gewonnen, wurde aber wegen eines illegalen Reifenwechsels bestraft. Er gewann jedoch die Rallye Deutschland.
Im Jahr 2003 wurde der Xsara wettbewerbsfähiger. Sébastien Loeb verlor die Meisterschaft um einen Punkt. Immerhin gewann der Citroën Xsara den Herstellertitel.
Im Jahr 2004 gewann Sébastien Loeb die Meisterschaft. Er erzielte mit dem Auto 28 Rallye-Siege, drei aufeinanderfolgende Fahrer-Meistertitel von 2004 bis 2006 und Citroën gewann drei aufeinanderfolgende Meistertitel in den Jahren 2003, 2004 und 2005.
Im Jahr 2007 wurde der Xsara durch den neueren Citroën C4 WRC ersetzt und der Xsara WRC wurde nur noch von Privatleuten benutzt. Der Weltmeister von 2003, Petter Solberg, fuhr den Xsara noch den Großteil der Saison 2009 in seinem Petter Solberg World Rally Team.

## Technische Daten
|                                | 2,0 Liter                            |
| ------------------------------ | ------------------------------------ |
| Produktionszeitraum            | 2001–2005                            |
| Motordaten                     |                                      |
| Lage                           | quer                                 |
| Motorkennung                   | XU7JP4                               |
| Motorbauart                    | R4                                   |
| Anzahl Ventile pro Zylinder    | 4                                    |
| Motoraufladung                 | Turbolader                           |
| Zulieferer, Turbolader         | Garrett                              |
| Bohrung × Hub                  | 85,5 mm × 87,0 mm                    |
| Hubraum                        | 1998 cm³                             |
| Leistung                       | 232 kW (315 PS) bei 5500/min         |
| max. Drehmoment                | 570 N·m bei 2750/min                 |
| Kraftübertragung               |                                      |
| Antrieb                        | Allradantrieb                        |
| Getriebe                       | 6-Gang-Getriebe                      |
| Schaltung                      | sequentiell                          |
| Fahrwerk                       |                                      |
| Zulieferer, Bereifung          | Michelin                             |
| Spur, vorn                     | 1568 mm                              |
| Spur, hinten                   | 1568 mm                              |
| Bremsenbauart, rundum          | Scheibenbremsen, innenbelüftet       |
| Bremsscheibendurchmesser, vorn | 376 mm                               |
| …, hinten                      | 318 mm                               |
| Bremssättel, vorn              | 6-Kolben-Bremssättel                 |
| …, hinten                      | 4-Kolben-Bremssättel                 |
| Lenkung                        | Zahnstangenlenkung, servounterstützt |
| Radaufhängung                  | MacPherson-Federbeine, Querlenker    |